# Весна надії
«Весна надії» — радянський художній фільм 1983 року, знятий Одеською кіностудією.

## Сюжет
Незмінного голову одного з передових колгоспів України, колишнього фронтовика, час застає, що називається, зненацька: весна — незвичайно важка і за всіма прикметами не обіцяє врожаю, різко погіршилося здоров'я, та ще й кращого бригадира забрали головою у господарство, що відстає. Але Захар Платонович начальству не скаржиться, а розраховує лише на односельців… Фільм присвячений пам'яті двічі Героя Соціалістичної Праці М. А. Посмітного, одного з перших організаторів колгоспного руху в Україні.

## У ролях
- Микола Міхеєв — Захар Платонович, голова колгоспу
- Зінаїда Дехтярьова — Зіна
- Володимир Антонов — Антон
- Микола Олійник — парторг
- Олена Тонунц — Ніна
- Юрій Дуванов — Володя
- Анатолій Салімоненко — Борисенко
- Іван Морозов — Іван Дубенко
- Катерина Смоленкова — Таня
- Данило Нетребін — секретар райкому
- Анатолій Плюто — Заболотний
- Віктор Маляревич — Микола
- Анатолій Ведьонкін — батько Тані
- Борис Александров — епізод
- Геннадій Болотов — епізод
- Віктор Козачук — епізод
- Катерина Лозова — епізод
- Петро Любешкін — епізод
- Віллі Мусоян — Григорій
- Борис Молодан — епізод
- Владислав Пупков — епізод
- Олександр Савченко — Зорін, працівник райкому
- Валерій Полєтаєв — епізод

## Знімальна група
- Режисер — Тимур Золоєв
- Сценаристи — Валентина Проценко, Тимур Золоєв
- Оператори — Олександр Ляшенко, Володимир Панков
- Композитор — Євген Птичкін
- Художники — Михайло Кац, Регіна Собко